# Trizay
Trizay is een gemeente in het Franse departement Charente-Maritime (regio Nouvelle-Aquitaine). De plaats maakt deel uit van het arrondissement Saintes. Trizay telde op 1 januari 2022 1.505 inwoners.

## Geschiedenis
Rond 1100 werd hier een priorij van benedictijnen gesticht. Al in de middeleeuwen stond Trizay bekend om zijn groententeelt. De landbouwgrond is er erg vruchtbaar door afzettingen van de Arnoult, die vroeger een zeearm vormde.

## Geografie
De oppervlakte van Trizay bedroeg op 1 januari 2022 14,13 vierkante kilometer; de bevolkingsdichtheid was toen 106,5 inwoners per km². Trizay ligt in de vallei van de Arnoult.
De onderstaande kaart toont de ligging van Trizay met de belangrijkste infrastructuur en aangrenzende gemeenten.

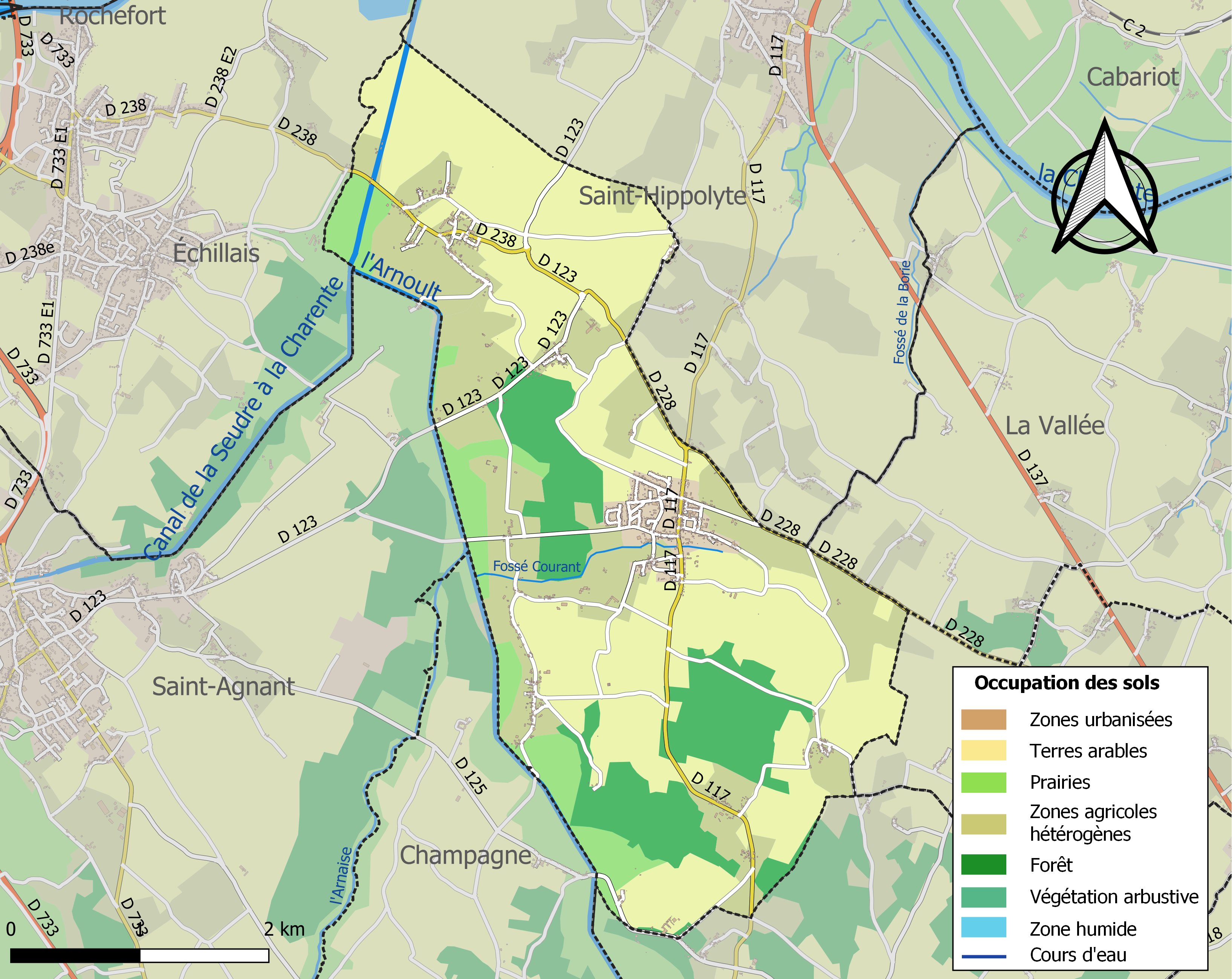

## Demografie
Onderstaande figuur toont het verloop van het inwonertal (bron: INSEE-tellingen).